# جيم ريفيرا
جيم ريفيرا (بالإنجليزية: Jim Rivera)‏ هو لاعب كرة قاعدة أمريكي، ولد في 22 يوليو 1922 في نيويورك في الولايات المتحدة، وتوفي في 13 نوفمبر 2017 في فورت واين في الولايات المتحدة.

## وصلات خارجية
- جيم ريفيرا على موقعبيزبول رفرنس.كوم (الدوري الرئيسي) (الإنجليزية)
- جيم ريفيرا على موقعبيزبول رفرنس.كوم (الدوري الثانوي) (الإنجليزية)
- جيم ريفيرا على موقع جمعية أبحاث البيسبول الأمريكية (الإنجليزية)